# Guillem Alexandre dels Països Baixos
El rei Guillem Alexandre (Utrecht, 27 d'abril de 1967) és el fill gran de Beatriu I dels Països Baixos i Claus van Amsberg. El 30 d'abril de 2013 va ser proclamat Rei dels Països Baixos.

## Biografia

### Naixement i bateig
La reina Beatriu (aleshores encara princesa) va arribar a l'Hospital Acadèmic d'Utrecht el 25 d'abril de 1967. Dos dies més tard va néixer el príncep Guillem Alexandre a les 19:57. Pesava 3.850 grams i mesurava 50 cm. Mitja hora després del naixement el servei d'informació de l'estat Rijksvoorlichtingsdienst va anunciar la notícia al món. En cinc llocs del regne es van fer 101 saluts amb canons. L'endemà, les escoles van ser tancades. Des de l'accessió al tron de la seva mare, Guillem Alexandre tenia el primer lloc en la successió de la corona.
El príncep Claus va empadronar el seu fill a l'ajuntament d'Utrecht. Els seus noms complets són:
- Guillem (Willem), tradicionalment el primer nom dels prínceps primogènits d'Orange.
- Alexandre (Alexander), el pare va declarar que a Beatriu i ell els agradava molt aquest nom. No té significació històrica, tot i que molta gent pensa que va ser anomenat per Alexandre d'Orange.
- Claus, com el pare
- Jordi (George), la forma neerlandesa d'un dels noms del pare de Claus.
- Ferran (Ferdinand), el nom del millor amic de Claus, que també fou testimoni al seu casament.

El príncep i la seva mare van deixar l'hospital el 6 de maig. El 2 de setembre de 1967 va ser batejat a l'església Grote of Sint Jacobskerk a La Haia. Els padrins van ser el seu avi Bernat de Lippe-Biesterfeld, el seu oncle Aschwin zur Lippe-Biesterfeld, princesa Margarida II de Dinamarca (ara la Reina de Dinamarca), Ferran graf von Bismarck i Renée Elizabeth Bradbrooke Smith.

### Joventut
Quan la seva mare va esdevenir reina l'any 1980, Guillem Alexandre va rebre automàticament el títol de Príncep d'Orange i des dels 18 anys se li va permetre assistir al Consell d'Estat dels Països Baixos.
Durant la seva joventut va viure al Castell de Drakensteyn, al poble Lage Vuursche, al municipi de Baarn. Va anar a l'escola primària i a l'educació secundària a Baarn i després a la Haia. Va continuar els seus estudis a Gal·les, on va obtenir el batxillerat internacional de l'Atlantic College a Llantwit Major. Més tard, va estudiar Història a la Universitat de Leiden, la mateixa universitat on havien estudiat la seva mare i àvia. Durant els seus estudis, va rebre el malnom de «Prins Pils» (príncep canya), pel seu entusiasme per la vida d'estudiant. El 1993 Guillem Alexandre va obtenir el seu màster; la seva memòria tractava sobre la reacció neerlandesa a la decisió de França de prendre un status aparte dins de l'OTAN.

### Preparació per al regnat
Després dels seus estudis va iniciar la seva preparació per al regnat. Guillem Alexandre va seguir diversos cursos a l'Escola d'Estat d'Avació, on va obtenir la llicència de pilot, i a l'Exèrcit Reial de Terra. Abans ja havia fet el seu servei militar a l'Armada Reial entre agost de 1985 i gener de 1987. Al mateix moment va mostrar-se més i més a la vida pública. Va començar a dur a terme tasques de representació als esdeveniments oficials i va rebre més reconeixements desplaçant-se a municipis, províncies i institucions públiques. A més, es va especialitzar a la gestió dels recursos hídrics.

## Vida personal

### Anunci d'esposalles i casament
Durant una emissió en directe a la televisió, la Reina Beatriu va anunciar el 30 de març de 2001 les esposalles de Guillem Alexandre amb l'argentina Máxima Zorreguieta. Va resultar que el seu pare, Jorge Zorreguieta, havia estat secretari d'estat d'agricultura sota el govern del general Jorge Videla durant la dictatura militar. El primer ministre Wim Kok va demanar al Ministre d'Estat Max van der Stoel que convencés el pare de Máxima de no assistir al casament, cosa que va aconseguir. Després de la promesa del primer ministre que no es garantiria automàticament la presència de Jorge Zorreguieta a futurs esdeveniments, el Parlament va aprovar la llei que donava llum verda al matrimoni.
El matrimoni civil de Guillem Alexandre i Máxima va ser celebrat el 2 de febrer de 2002 a la Gran Sala de la Borsa de Berlage per l'aleshores alcalde d'Amsterdam, Job Cohen. El matrimoni religiós va ser el mateix dia a la Nova Església d'Amsterdam. Durant el passeig tradicional en carruatge, hi va haver una manifestació a la Koningsplein (Plaça del Rei). Una bossa amb pintura blanca va ser llançada al carruatge. Hi va haver algunes detencions, però cap irregularitat.
Guillem Alexandre vivia amb la seva família a la Villa Eikenhorst a Wassenaar. A l'accedir al tron van anar a viure al Palau Huis ten Bosch de La Haia. Té tres filles:
- Caterina Amàlia Beatriu Carme Victòria, nascuda el 7 de desembre de 2003
- Alèxia Juliana Marcela Lorena, nascuda el 26 de juny de 2005
- Ariadna Guillemina Màxima Inès, nascuda el 10 d'abril de 2007